# Palpita freemanalis
Palpita freemanalis là một loài bướm đêm trong họ Crambidae.